# Mostra de Venise

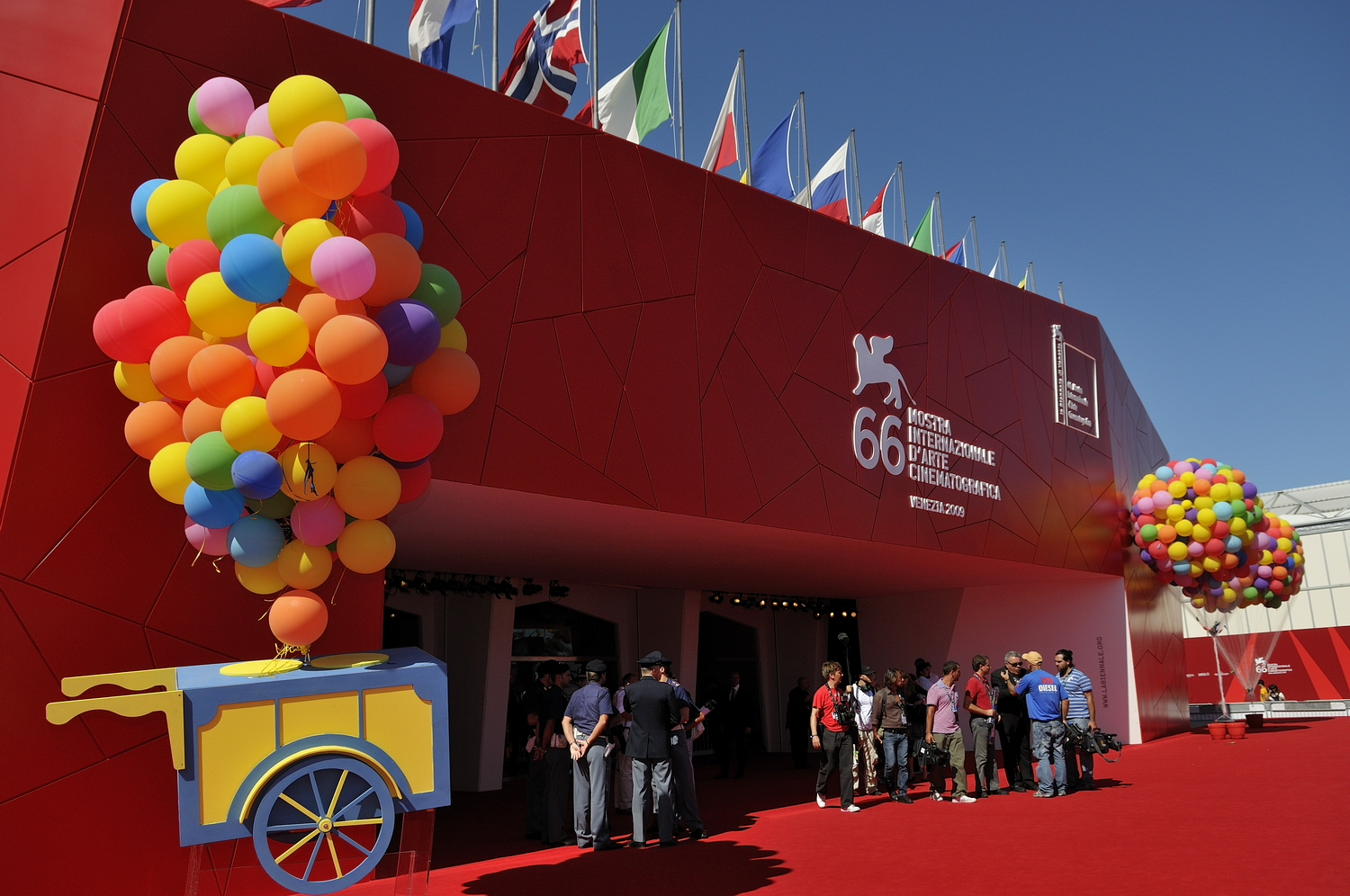
Palais du cinéma à la 66e Mostra de Venise.

La Mostra de Venise, ou le Festival international du film de Venise (en italien : Mostra internazionale d'arte cinematografica di Venezia), est un festival de cinéma international qui se déroule annuellement en septembre, dans l'historique Palais du cinéma, sur le lungomare Marconi, au Lido de Venise.
Créée en 1932, c'est le plus ancien festival de cinéma au monde. La manifestation s'inscrit dans le cadre de l'organisation plus vaste de la Biennale de Venise, festival culturel d'art contemporain dont elle constitue la section cinéma. La première édition de la Mostra s'est déroulée lors de la XVIIIe Biennale. Depuis 2004, les films sont présentés à la Mostra dans le cadre de quatre sections : In concorso (compétition), Orizzonti (Horizons), La Settimana della Critica (Semaine de la critique) et depuis 2004 Giornate degli Autori, également appelé Venice Days (équivalent de la Quinzaine des réalisateurs à Cannes).
La principale récompense attribuée est le Lion d'or, qui tient son nom de l'attribut du saint patron de la ville : le lion de saint Marc, l’Évangéliste. Elle est considérée comme l'une des plus importantes du point de vue de la critique cinématographique, à l'égal de celles accordées dans les deux autres festivals du film européens, la Palme d'or du Festival de Cannes (mai) et l'Ours d'or de la Berlinale (février). Ce sont tous trois des prix convoités pour leur impact international et leur prestige, souvent de tendance opposée aux Oscars du cinéma américains qui se déroulent en février.

## Histoire

### Les années 1930

#### La premièreMostra
Née dans les années 1930, la première Mostra de Venise, dénommée Prima Esposizione Internazionale d'Arte Cinematografica (en français : « Première Exposition internationale d'art cinématographique ») se déroule du 6 au 21 août 1932. Le festival naît d'une idée du président de la Biennale de Venise, le comte Giuseppe Volpi di Misurata, du sculpteur Antonio Maraini, secrétaire général, et de Luciano De Feo, le secrétaire général de l'Istituto internazionale per la cinematografia educativa (en français : « Institut international pour le cinéma éducatif »), émanation de la Société des Nations dont le siège se trouve à Rome, d'accord avec l'idée d'organiser le festival dans la cité lagunaire, et qui fut le premier directeur-sélectionneur.
La Mostra, première grande manifestation internationale de cinéma sur le modèle du festival, reçoit un appui important de la part des autorités. La première édition se déroule sur la terrasse de l'hôtel Excelsior du Lido de Venise. Il ne s'agit pas encore d'une compétition. Les titres sont simplement présentés au public. Malgré cela, les films projetés sont devenus de véritables « classiques » de l'histoire du cinéma dont certains sont encore dans toutes les mémoires : Amour défendu du grand réalisateur américain Frank Capra, Grand Hotel d'Edmund Goulding, Le Champion de King Vidor, le premier et inimitable Frankenstein de James Whale, The Devil to Pay! de George Fitzmaurice, Les Hommes, quels mufles ! de Mario Camerini et À nous la liberté de René Clair et autres œuvres de grands metteurs en scène comme Raoul Walsh, Ernst Lubitsch, Nikolaï Ekk, Howard Hawks, Maurice Tourneur, Anatole Litvak.
Les vedettes de ce premier festival sont les acteurs, apparaissant sur grand écran au travers des films projetés, qui garantissent à la Mostra un succès encore plus grand que celui attendu et attirent dans les salles plus de 25 000 spectateurs. Ce sont les plus grandes stars de l'époque : Greta Garbo, Clark Gable, Fredric March, Wallace Beery, Norma Shearer, James Cagney, Ronald Colman, Loretta Young, John Barrymore, Joan Crawford, sans oublier la gloire italienne Vittorio De Sica et le grand Boris Karloff, entré dans l'histoire pour son rôle de monstre dans le premier Frankenstein.
Le premier film de l'histoire de la Mostra est projeté le soir du 6 août 1932 : il s'agit de Docteur Jekyll et M. Hyde de Rouben Mamoulian ; après le film, un grand bal est donné dans les salons de l'Excelsior. Le premier film italien, Les Hommes, quels mufles ! de Camerini, est présenté dans la soirée du 11 août[réf. nécessaire].
En l'absence d'un jury et de l'attribution de prix officiels qui ne seront introduits que plus tard, un référendum extérieur au comité d’organisation, présidé par Attilio Fontana de l'ICE (Institut international du cinématographe éducatif), organisé parmi le public accouru à la manifestation, décrète meilleur réalisateur le soviétique Nikolaï Ekk pour le film Le Chemin de la vie, pendant que le film de René Clair À nous la liberté est élu comme le plus amusant ; Helen Hayes est primée meilleure actrice, Fredric March meilleur acteur, le film « le plus émouvant » étant le film américain La Faute de Madelon Claudet d'Edgar Selwyn[réf. nécessaire].

#### Les éditions suivantes
La deuxième édition se déroule deux ans plus tard, du 1er au 20 août 1934. Initialement, en effet, le festival était indissolublement lié à la Biennale de Venise et en respectait la périodicité. L'expérience de la première édition entraîne immédiatement une importante innovation : ce sera la première édition compétitive. Les pays en lice avec au moins un représentant sont au nombre de 19. Plus de 300 journalistes sont accrédités pour assister aux projections. La Coupe Mussolini pour le meilleur film étranger et pour le meilleur film italien est instituée mais il n'existe pas encore de véritable jury. C'est la présidence de la Biennale qui, sur l'avis d'experts mais aussi du public et en accord avec l'Institut international pour le cinéma éducatif de Luciano de Feo, également directeur de la Mostra, décerne les prix aux lauréats.
Outre la Coupe Mussolini, sont attribuées les « Grandes Médailles d'or de l'Association nationale fasciste du spectacle » et les prix pour les meilleures interprétations. La meilleure actrice est la jeune Katharine Hepburn, récompensée pour sa splendide interprétation dans Les Quatre Filles du docteur March de George Cukor. Le prix du meilleur film étranger est attribué à L'Homme d'Aran, de Robert Flaherty, un documentaire d'auteur, genre très apprécié à l'époque. Frank Capra est également à nouveau présent avec un de ses films les plus célèbres, New York-Miami, avec Clark Gable et Claudette Colbert. Dès la seconde édition, la Mostra connaît son premier scandale : durant une séquence d'Extase, du réalisateur tchécoslovaque Gustav Machaty, Hedwig Kiesler, connue par la suite sous le nom de Hedy Lamarr, apparaît sur le grand écran dans un nu intégral.
Dès la troisième édition de 1935, la Mostra devient annuelle, conséquence du grand succès public et critique recueilli lors des deux premières éditions, sous la direction d'Ottavio Croze. Avec l'accroissement de la notoriété et du prestige du festival, croît également le nombre d'œuvres et de pays participant au concours. À partir de cette édition et jusqu'à l'après-guerre, les films soviétiques ne participeront plus à la compétition. Le prestigieux premier prix récompensant les acteurs prend le nom de Coupe Volpi, du nom du comte Giuseppe Volpi di Misurata, père du festival.
Encore une fois, le festival présente des films de grande qualité : Le Mouchard de John Ford, La Femme et le Pantin de Josef von Sternberg, avec Marlene Dietrich, et le vainqueur du prix pour le meilleur film étranger, Anna Karénine, de Clarence Brown, avec Greta Garbo, présente pour la seconde fois sur le Lido de Venise.
1936 est l'année d'une autre « première fois », celle du Jury international. Le prestige de la manifestation se consolide avec la présence encore une fois de films de réalisateurs importants comme Frank Capra, John Ford, Max Ophüls, René Clair, Josef von Sternberg, Marcel L'Herbier. Le plus grand succès public toutefois revient à la star italienne Amedeo Nazzari.
D'édition en édition, les innovations de la Mostra se poursuivent : en 1937 est inauguré le nouveau Palais du cinéma, œuvre de l'architecte Luigi Quagliata, construit en un temps record dans le style moderniste qui se répandait à l'époque. En dehors des deux années 1940 et 1948, le palais ne fut jamais abandonné dans toute l'histoire de la manifestation.
Ce nouveau lieu permet l'expansion du festival : le nombre de pays participants et de films acceptés augmente encore. Cette fois, les lumières de la rampe sont toutes pointées sur Marlene Dietrich, qui sème le trouble sur le Lido. Bette Davis s'impose également fortement auprès du public et remporte le prix de la meilleure actrice. La révélation de cette édition est le jeune acteur français Jean Gabin, héros de La Grande Illusion de Jean Renoir, lauréat du grand prix du jury international.
En 1938, la Mostra subit les pesantes pressions politiques du gouvernement fasciste. Les vainqueurs sont imposés au jury international et les films primés sont le long métrage allemand Les Dieux du stade de Leni Riefenstahl et Luciano Serra, pilote de Goffredo Alessandrini, deux films ouvertement de propagande, même si le premier est encore aujourd'hui reconnu comme l'un des chefs-d'œuvre du cinéma des années 1930.
Cette édition est aussi la dernière dans laquelle le cinéma américain, jusqu'alors toujours présent de manière importante, tant quantitativement que qualitativement, est présent sur le Lido. Il repart avec un premier prix attribué à l'un des meilleurs longs métrages d'animation de Walt Disney, Blanche-Neige et les Sept Nains.
1938 est aussi l'année de la première grande rétrospective, dans la tradition de constante innovation du festival, rétrospective en l'occurrence consacrée au cinéma français des origines à 1933, celui qui parmi toutes les nations avait offert le plus grand nombre d'authentiques chefs-d'œuvre : À nous la liberté (1932) de René Clair, Un carnet de bal (1937) de Julien Duvivier, La Grande Illusion (1937) et La Bête humaine (1939) de Jean Renoir, Le Quai des brumes (1938) et Le jour se lève (1939) de Marcel Carné.

### Les années 1940
Les années 1940 représentent l'un des moments les plus difficiles de la Mostra.
La fin de la Seconde Guerre mondiale divise la décennie en deux. Si depuis déjà 1938 les pressions politiques faussent les résultats et ruinent le festival, avec l'avènement du conflit la situation dégénère à tel point que les éditions de 1940, 1941 et 1942, par la suite considérées comme « non avenues », se déroulent bien loin du Lido de Venise avec peu de pays participants et l'absolu monopole des œuvres et des réalisateurs appartenant à l'axe Rome-Berlin, dans un climat plus propagandistique qu'artistique, représentés également fortement par les stars italiennes comme Alida Valli, Assia Noris et Fosco Giachetti.
Notons pour mémoire qu'en 1940, le film Le Juif Süss de Veit Harlan est présenté à la Mostra de Venise où il reçoit le Lion d'or, salué dans ses critiques par le jeune Michelangelo Antonioni qui voit dans le film la rencontre réussie entre l'art et la propagande.
Après cette triste parenthèse, la Mostra reprend à plein régime en 1946 avec le retour de la paix, mais les projections se déroulent cette fois au cinéma San Marco, à cause de la réquisition du Palais du cinéma par les alliés. Le nouveau directeur, Elio Zorzi, veut par son action retrouver la liberté et le caractère international qui avaient fait le succès de la Mostra détruite par les années de guerre. L'édition de 1946 se tient pour la première fois en septembre à la suite des accords avec le tout nouveau Festival de Cannes.
La caractéristique de ce nouveau parcours se situe dans l'important courant du néoréalisme, l'un des mouvements les plus significatifs de l'histoire du cinéma italien représenté par Paisà (1946) de Roberto Rossellini, Le soleil se lèvera encore (1946) d'Aldo Vergano, Chasse tragique (1947) de Giuseppe De Santis, Sans pitié (1948) d'Alberto Lattuada et La Terre tremble (1948) de Luchino Visconti ; malgré leur indiscutable valeur et le succès public rencontré, les œuvres n'obtiennent pas la reconnaissance de la critique.
La Mostra accueille à nouveau de grands réalisateurs internationaux : Orson Welles, Laurence Olivier, Fritz Lang, John Huston, Claude Autant-Lara, David Lean, Henri-Georges Clouzot, Jean Cocteau, Michael Powell et Emeric Pressburger, outre ceux présents les années précédentes, Jean Renoir, Julien Duvivier, Marcel Carné.
Avec le retour à une situation normale, on voit aussi revenir à Venise les grandes icônes du cinéma mondial comme Rita Hayworth, Joseph Cotten, Olivia de Havilland, mais la véritable vedette est l'actrice romaine Anna Magnani récompensée, pour sa splendide interprétation dans L'Honorable Angelina de Luigi Zampa, par la Coupe Volpi pour la meilleure interprétation féminine en 1947.
En 1947, la Mostra se tient au palais des Doges, dans un cadre unique et splendide, atteignant un record de 90 000 personnes. Il s'agit sûrement de l'une des meilleures éditions de l'histoire du festival qui voit finalement le retour sur le Lido de Venise des œuvres de l'URSS et des nouvelles démocraties populaires comme la Tchécoslovaquie qui, alors à leurs débuts, remportent le premier prix avec Siréna du cinéaste Karel Stekly. 1947 voit également le rétablissement du jury international pour attribuer le Gran premio internazionale di Venezia.
En 1949, sous la direction du nouveau responsable Antonio Petrucci, la manifestation retourne définitivement au Palais du cinéma sur le Lido de Venise. Une nouvelle récompense est instituée : le Prix du Lion de San Marco pour le meilleur film, remporté pour la première fois par Manon d'Henri-Georges Clouzot, et l'on remarque, parmi les films du toujours présent et apprécié cinéma français, les débuts de Jacques Tati avec Jour de fête.

### Les années 1950
Dans les années 1950, l'importance de la Mostra est finalement reconnue au niveau international. Le festival connaît une période de forte expansion et participe à l'affirmation de nouvelles écoles de cinéma comme les écoles japonaises et indiennes avec l'arrivée des plus grands réalisateurs et des plus grandes stars.
Durant ces années, à la recherche de nouvelles idées et de nouvelles routes à parcourir, la manifestation change plusieurs fois de directeur : Antonio Petrucci (1949-1953), de nouveau Ottavio Croze (1954-1955), Floris Ammannati (1956-1959).
Ce sont des années importantes pour le monde du cinéma qui semble désormais avoir définitivement laissé derrière lui le fantôme de la guerre. La Mostra contribue à influencer les tendances de l'époque.
Venise lance définitivement le cinéma japonais, qui s'impose sur le devant de la scène en Occident grâce au Lion d'or remporté avec Rashōmon du grand réalisateur nippon Akira Kurosawa en 1951, bissé sept ans plus tard, en 1958, avec L'Homme au pousse-pousse d'Hiroshi Inagaki. Les Contes de la lune vague après la pluie (1953), L'Intendant Sansho (1954) de Kenji Mizoguchi et Les Sept Samouraïs (1954), toujours de Kurosawa, gagnent le non moins prestigieux second prix, le Lion d'argent, pendant que d'autres films japonais en concours, non primés, rencontrent cependant un bon succès : La Vie d'O'Haru femme galante (1952) de Kenji Mizoguchi et La Harpe de Birmanie (1956) de Kon Ichikawa.
Le même succès est remporté par le jeune cinéma indien qui s'impose à son tour, remportant en 1957 un Lion d'or avec L'Invaincu de Satyajit Ray.
L'école d'Europe de l'Est, déjà récompensée par le Grand Prix du jury international obtenu en 1947 avec l'œuvre du tchécoslovaque Karel Stekly, Siréna, s'impose à nouveau grâce à la présence de nouveaux auteurs de valeur comme Andrzej Wajda et Andrzej Munk.
Après l'exploit, dans les années 1940, des premiers films néoréalistes, les années 1950 marquent l'arrivée sur les écrans du festival de deux des plus grands et des plus aimés réalisateurs italiens de l'après-guerre, Federico Fellini et Michelangelo Antonioni, consacrés par leur présence sur le Lido. Face aux grands maîtres se présente une série de jeunes qui montent, promesse de nouveaux visages dans un panorama national en pleine expansion. Ils donneront vie à la période peut-être la plus brillante du cinéma italien sur le plan international. En 1958 se présentent à Venise Francesco Rosi, avec Le Défi, et surtout Ermanno Olmi, avec l'œuvre primée Le temps s'est arrêté, datée de 1959.
Malgré sa grande réputation, le cinéma italien n'est pas primé à la hauteur de son prestige, déchaînant des polémiques animées. Deux épisodes font exploser les longues discussions : le Lion d'or non attribué à Luchino Visconti, ni en 1954 pour Senso, au profit du film Roméo et Juliette de Renato Castellani, ni en 1960, pour Rocco et ses frères, cette fois au bénéfice d'un film français, Le passage du Rhin d'André Cayatte. La reconnaissance majeure lui sera conférée seulement en 1964, quand Sandra remporte finalement le prix convoité.
Roberto Rossellini, autre auteur important du cinéma italien de l'époque, présente également nombre de ses films au cours du festival : 1950 est l'année des Onze Fioretti de François d'Assise et de Stromboli. Deux années plus tard, il présente Europe 51.
Scandales mis à part, c'est le cinéma européen qui se taille « la part du lion ». L'école du vieux continent s'impose avec des auteurs déjà bien connus comme le danois Carl Theodor Dreyer, récompensé par le Lion d'or pour son Ordet (1955) et le suédois Ingmar Bergman qui, avec Le Visage, remporte le Grand Prix du Jury en 1959, après avoir participé à la Mostra, alors complètement inconnu, en 1948, avec Musique dans les ténèbres, passant inaperçu parmi les nouveaux auteurs. Dans ce domaine le cinéma français est encore une fois mis en lumière : Robert Bresson est révélé en 1951 avec Le journal d'un curé de campagne, Louis Malle présente, en 1958 le film scandale Les amants, qui, malgré les polémiques et l'indignation de certains, remporte le Prix spécial. Le dernier exploit est celui de Claude Chabrol, qui présente en 1958 Le Beau Serge, considéré plus tard par la critique comme le premier film de la Nouvelle Vague.
Durant ces années, Venise peut finalement célébrer le retour à la Mostra du cinéma américain qui se présente avec de nouveaux metteurs en scène comme Elia Kazan, Billy Wilder, Samuel Fuller, Robert Aldrich.
Les nouvelles stars se font connaître sur le Lido : en 1954, c’est le tour de Marlon Brando, avec le film Sur les quais, d'Elia Kazan, quatre ans plus tard, en 1958, Brigitte Bardot, vedette du film En cas de malheur de Claude Autant-Lara monopolise l'attention, mais les stars italiennes, surtout les stars féminines, se font aussi connaître : Sophia Loren, lauréate de la Coupe Volpi en 1958 pour son interprétation dans L'Orchidée noire de Martin Ritt, et Gina Lollobrigida, mais aussi Alberto Sordi, Vittorio Gassman et Silvana Mangano, acteurs du film vainqueur du Lion d'or en 1959, La Grande Guerre de Mario Monicelli, et Giulietta Masina, lancée par son interprétation des films de Federico Fellini.

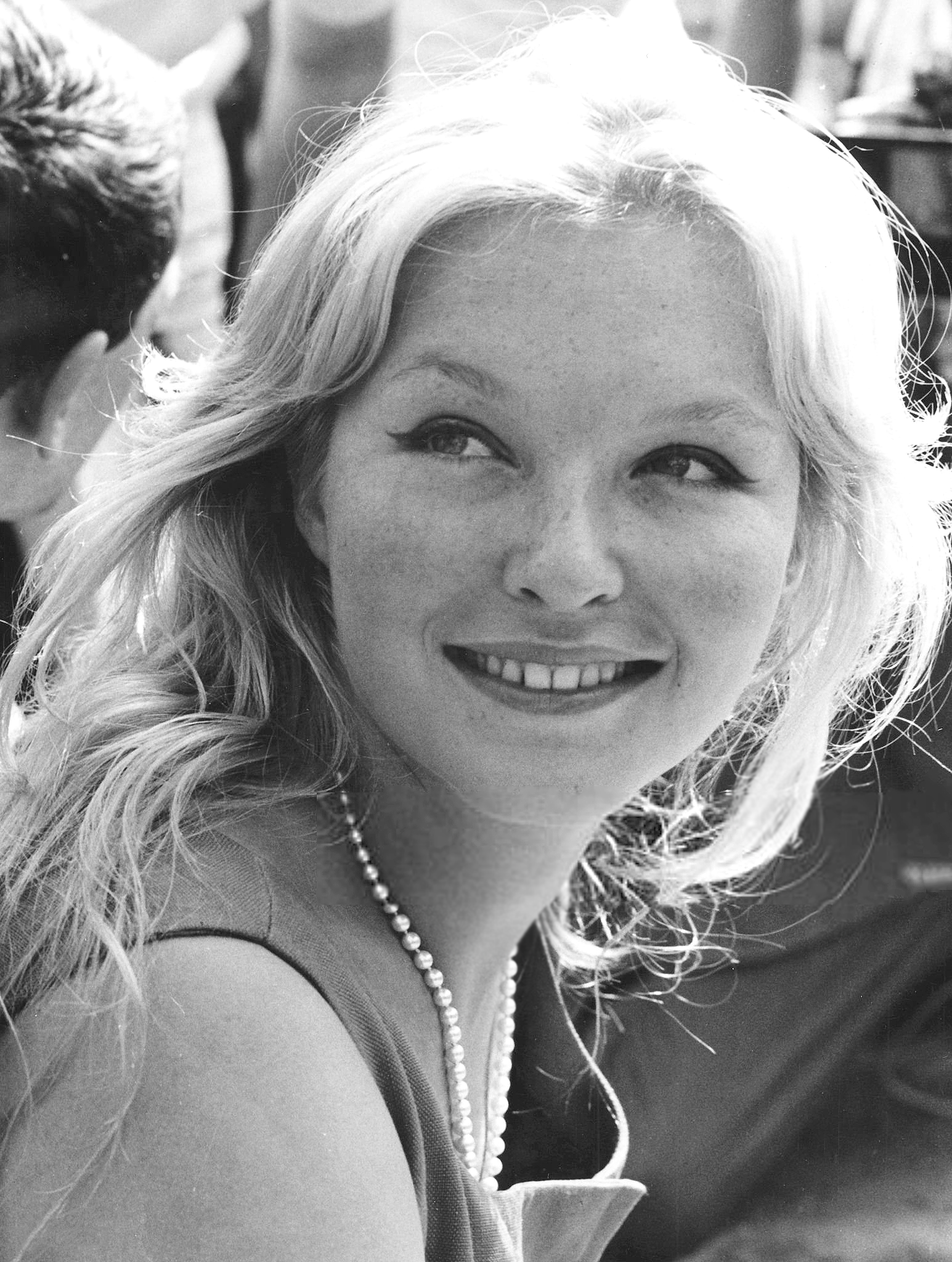
Marina Vlady en 1959, à la vingtième Mostra.

### Les années 1960
Les années 1960 enregistrent un développement continuel de la Mostra, fidèle au parcours artistique suivi dans l'après-guerre.
L'édition de 1960 est la plus contestée de l'histoire du festival, lorsque le Lion d'or est refusé à un extraordinaire film de Luchino Visconti, Rocco et ses frères, auquel le jury préfère l'œuvre du français André Cayatte, Le Passage du Rhin. Dans la salle, le public siffle tout le temps que dure la cérémonie des prix et la projection du film lauréat. C'est une seconde grande désillusion pour le réalisateur, déjà désavoué en 1954 lors de la présentation de Senso.
Au début de la décennie, le festival est le promoteur d'un profond renouvellement du cinéma. De nombreuses sections sont créées pour diversifier l'offre et élargir le champ d'action. Le film soviétique, Paix à celui qui entre reçoit le prix spécial du jury en 1961. Des films importants, jusqu'alors à demi méconnus, du free cinema anglais sont présentés comme Samedi soir, dimanche matin (1961) de Karel Reisz, Un goût de miel (1962) de Tony Richardson, ou Billy le menteur (1963) de John Schlesinger, tandis que la Nouvelle Vague française, présente grâce à Jean-Luc Godard et Alain Resnais trouve sa pleine consécration.
Certains jeunes metteurs en scène italiens se présentent pour la première fois devant le grand public : Pier Paolo Pasolini, Bernardo Bertolucci, Paolo Taviani et son frère Vittorio, Vittorio De Seta, Valerio Zurlini, Marco Ferreri, Florestano Vancini, Marco Bellocchio, Giuliano Montaldo, Tinto Brass, pendant que d'autres réalisateurs du calibre de Francesco Rosi, Ermanno Olmi et Gillo Pontecorvo confirment les espoirs de leurs débuts dans les années 1950.
Après les polémiques de 1960, les prix suivants sont incontestables et non sans courage : l'année suivante le lauréat est L'année dernière à Marienbad d'Alain Resnais, et en 1962 le prix est attribué ex æquo à Valerio Zurlini et Andreï Tarkovski, avec respectivement Journal intime et L'Enfance d'Ivan.
À partir de 1963, le vent de la nouveauté porte le professore Luigi Chiarini à la direction de la Mostra, ouvrant une ère qui durera jusqu'en 1968. Durant les années de sa présidence, Chiarini s'attache à rénover l'esprit et les structures du festival, misant sur une réorganisation de la base de tout le système. Pendant six ans, la Mostra adopte une ligne cohérente, suivant de rigoureux critères de sélection des œuvres mises au concours, s'opposant aux mondanités, aux pressions politiques et à l'ingérence des maisons de production toujours plus exigeantes, préférant la qualité artistique des films à la croissante commercialisation de l'industrie du cinéma.
L'un des points clés de la gestion de Chiarini est la continuelle et indispensable confrontation des différentes générations et des écoles de réalisation. « Confirmés » et « montants », maîtres et élèves alternent sur les écrans du festival : Jean-Luc Godard, Carl Theodor Dreyer, Ingmar Bergman, Arthur Penn, Pier Paolo Pasolini, Robert Bresson, Akira Kurosawa, Roman Polanski, François Truffaut, Roberto Rossellini, Joseph Losey, Miloš Forman, et encore Carmelo Bene, John Cassavetes, Alain Resnais, Luis Buñuel, lauréat en 1967 du Lion d'or avec Belle de jour, un film beaucoup moins d'avant-garde comparativement à ceux de la période de sa collaboration avec Salvador Dalí.
Le cinéma italien est la véritable marque de fabrique de cette période de la Mostra grâce notamment à la montée de nouvelles stars comme Claudia Cardinale, Marcello Mastroianni et Monica Vitti, mais surtout par l'exceptionnelle série de quatre victoires consécutives du prix le plus prestigieux : 1963, Main basse sur la ville de Francesco Rosi, 1964, Le Désert rouge de Michelangelo Antonioni, 1965, Sandra, la tant attendue victoire de Luchino Visconti et enfin, en 1966, La Bataille d'Alger de Gillo Pontecorvo.
L'agitation sociale et politique de 1968 a de fortes répercussions sur la Biennale de Venise encore sous le statut de l'époque fasciste, et par conséquent sur le festival du film qui en dépend. Celui-ci subit alors de fortes et continuelles contestations, conduisant à une rupture avec la tradition, voulue par le courant de pensée de l'époque. De 1969 à 1979, la manifestation se tient sans que les prix soient attribués, revenant ainsi à la non-compétitivité de la première édition. Michel Ciment indique également que « les salles étaient fermées », laissant place à « des projections en plein air sur les piazzas et de longs débats politiques menés notamment par Pasolini » ; il estime que si « Venise a voulu rester fidèle aux promesses de 1968, Cannes les a oubliées dès 1969 et c'est ce qui lui a permis de prendre une avance qu'il n'a jamais perdue ». En 1973, 1977 et 1978, la Mostra n'a même plus lieu. Le Lion d'or fait son retour seulement en 1980, paradoxalement, ou comme pour rattraper le retard, en deux exemplaires, pour la victoire ex æquo de Louis Malle et John Cassavetes.

### Les années 1970
Les dix éditions qui se déroulent dans les années 1970, de 1969 à 1979 sont donc non compétitives, l'effet de la contestation soixanthuitarde étant l'abolition de la compétition et par conséquent de l'attribution des prix. Les deux premières années sont placées sous la direction d'Ernesto Laura, direction qui passe successivement à Gian Luigi Rondi, critique au quotidien Il Tempo, et à Giacomo Gambetti. À titre de compensation partielle, de nouvelles sections sont inaugurées, censées élargir l'offre du festival.
La nomination de Gian Luigi Rondi comme « vice-commissaire (et non directeur) » est difficile : si ses compétences sont reconnues, des oppositions politiques s'élèvent contre lui. Elles viennent des socialistes qui souhaitent la lier au règlement d'une crise générale qui touche les entreprises cinématographiques publiques italiennes. Rondi, qui bénéficie de l'appui de Federico Fellini et de Luchino Visconti mais pour qui les autres réalisateurs italiens n'ont pas voulu s'engager, est finalement nommé en juin 1971. Rondi met en place un comité d'experts afin de l'aider à la préparation de cette édition, composé des réalisateurs Federico Fellini, Luchino Visconti, Franco Zeffirelli, Valerio Zurlini, et de critiques cinématographiques. Selon le journal Le Monde deux conceptions du festival s'opposent alors : la première, celle de Visconti ou de Rondi, serait un festival mondain qui permette d'assumer la vente des films, « où les "grands" sont sûrs d'être encensés et les novateurs mis à leur place. C'est un Festival capable de relancer vers Venise les courants de touristes en fin de saison. » L'autre, qui viendrait de réalisateurs comme Bernardo Bertolucci, Elio Petri ou Marco Bellocchio, « où l'art a fonction de remise en cause d'une société, et ne sert pas uniquement à décrire des décadences le plus froidement possible ». Ces derniers ayant la sensation que seule la première tendance est représentée à Venise. Un appel au boycott du festival est lancé et signé notamment par Pier Paolo Pasolini, Marco Bellocchio, Nelo Risi, Elio Pietri, Alberto Moravia ou Gian Maria Volontè. Ils estiment que la nomination de Rondi a été faite « au mépris de la volonté du cinéma italien et de l'opinion publique démocratique ». Le festival se tient néanmoins, sans palmarès, « le fait d'avoir été sélectionné constituant en lui-même un prix ».
Une importante nouveauté est l'introduction, en 1971, du Lion d'or pour la carrière, dont les premiers récipiendaires sont le réalisateur américain John Ford, plusieurs fois présent au festival, et, l'année suivante, Charlie Chaplin, pour son œuvre d'homme de cinéma complet et éclectique. 1971 demeure en outre l'année de la première projection d'un des films de République populaire de Chine : Le Détachement féminin rouge.
En 1972 est organisée dans le centre historique de Venise une manifestation cinématographique parallèle en contradiction ouverte avec la Mostra « officielle » de la Biennale, les Journées du cinéma italien, sous l'égide de l'ANAC (Association nationale des auteurs de cinéma) et de l'AACI (Association des auteurs de cinéma italiens), critiquant âprement la nouvelle direction.
L'année suivante, le directeur responsable, Gian Luigi Rondi, est contraint à la démission. Avec le statut de la Biennale encore bloqué au Parlement, immuable depuis la période fasciste, toutes les manifestations liées à l'organisation sont supprimées, Mostra comprise. Les deux associations d'auteurs italiens saisissent la balle au bond, organisant à nouveau les Journées du cinéma italien qui, toutefois, ne réussiront pas à s'imposer et encore moins à supplanter le festival officiel.
La direction passe donc à Giacomo Gambetti qui la conserve entre 1974 et 1976 et emprunte une nouvelle voie, cherchant à changer l'image de la Mostra : hommages, rétrospectives, congrès, propositions de nouveaux films, options de projections décentralisées. En 1977, à l'intérieur des projets de la Biennale se déroule une manifestation consacrée entièrement au cinéma d'Europe de l'Est, s'intégrant dans le projet de la fondation sur la « dissidence culturelle ».
L'année suivante la Mostra n'a pas lieu, encore une fois.
Malgré la contestation et le mauvais moment traversé tant par la Mostra que par la Biennale de Venise elle-même, dans les années 1970 les éditions se caractérisent par des œuvres montrant des signes forts d'un renouveau du cinéma aussi net qu'attendu, comme Les Diables de Ken Russell, Un dimanche comme les autres de John Schlesinger, ou Prenez garde à la sainte putain, le énième film-scandale, de Rainer Werner Fassbinder, tous trois datés de 1971 ; en 1972 ce sont Brewster McCloud de Robert Altman, L'Angoisse du gardien de but au moment du penalty de Wim Wenders, ou encore La Balade sauvage de Terrence Malick. Trois ans plus tard, 1976 est l'année de 1900 de Bernardo Bertolucci et de La Dernière Femme de Marco Ferreri.
Parmi tous ces films se détache le chef-d'œuvre que Stanley Kubrick présente au public du festival lagunaire en 1972, Orange mécanique, avec Malcolm McDowell, un film qui fait immanquablement discuter et parler de lui.
La renaissance tant espérée arrive en 1979, grâce au nouveau directeur Carlo Lizzani, décidé à relancer l'image et la valeur que la Mostra avait perdues au cours de la précédente décennie. Cette édition est celle qui jette les fondements qui permettront de recouvrer le prestige international, lequel trouvera son apogée au cours de la décennie suivante. Avec sa précieuse expérience de réalisateur, Lizzani prend un virage historique qui commence par le changement du nom pour un sobre Mostra Internazionale del Cinema, au lieu de Mostra Internazionale d'Arte Cinematografica, la dénomination que le festival porte encore aujourd'hui.
Décidé à offrir une image plus moderne et vivante de la Mostra, le nouveau directeur forme un comité d'experts pour l'aider à sélectionner les œuvres et à maintenir l'orientation du festival. Parmi ses collaborateurs figurent des personnalités du milieu culturel de l'époque : Alberto Moravia, Roberto Escobar, Giovanni Grazzini, Enzo Scotto Lavina et Paolo Valmarana. Comme adjoint et conseiller le plus proche, Lizzani amène à Venise Enzo Ungari.
Une initiative intéressante voit le jour et attire un grand nombre de stars et d'acteurs de renom lors d'un débat titré « Les années 80 du cinéma ». Cette discussion donne le la au débat critique sur les nouvelles technologies cinématographiques portées sur le devant de la scène par Star Wars, épisode IV : Un nouvel espoir (1977) de George Lucas (non présenté à Venise), d'une importance majeure dans cette phase de transition de la cinématographie mondiale et occupant petit à petit et jusqu'à nos jours une place fondamentale.

### Les années 1980
Le personnage emblématique de la renaissance de la Mostra est sans doute Carlo Lizzani ; directeur du festival entre 1979 et 1982, il s'acquitte brillamment de la difficile tâche de rendre au festival le prestige qu'il mérite et qu'il a perdu au cours de la décennie précédente.
Parallèlement à une sélection de films toujours plus variée, le festival voit se multiplier les rétrospectives revisitant des auteurs ou des mouvements importants; il accueille de nouveaux événements consacrés à la recherche (« Officina ») et aux films à grand spectacle (« Mezzogiorno-Mezzanotte »). Le premier film du cycle des Indiana Jones, Les Aventuriers de l'arche perdue (1981), E.T. l'extra-terrestre (1982) de Steven Spielberg, le deuxième épisode de la trilogie de Star Wars de George Lucas, L'Empire contre-attaque, dirigé par Irvin Kershner (1980), La Porte du paradis de Michael Cimino (1982), le film d'horreur Poltergeist de Tobe Hooper (1982), remake de vieilles gloires ou de films excentriques sont ainsi successivement programmés. Ces initiatives, nées de l'imagination du critique Enzo Ungari, collaborateur de Lizzani, constituent une formule efficace, qui sera reprise pendant des années et pas seulement en Italie.
En 1980, le festival redevient compétitif après une longue traversée du désert. Un double Lion d'or est attribué aux deux lauréats ex æquo, le français Louis Malle avec Atlantic City, et l'Américain John Cassavetes avec Gloria.
Venise joue un rôle important dans l'émergence du nouveau cinéma allemand sur la scène internationale : Margarethe von Trotta, première lauréate du Lion d'or en 1981, étonne le jury avec Les Années de plomb, tandis que Wim Wenders s'impose l'année suivante avec L'État des choses. La série Berlin Alexanderplatz de Rainer Werner Fassbinder obtient un grand succès en 1980, mais en 1982, lorsque Querelle, le dernier film et le plus controversé de Fassbinder est présenté à titre posthume, il n'obtient pas le premier prix, divisant le jury et déchaînant de vives polémiques.
La Mostra retrouve sa splendeur après la sombre parenthèse des années 1960. En témoigne la capacité du festival à distinguer pour la première fois des réalisateurs qui s'imposeront ensuite comme les grands auteurs du cinéma contemporain : le jeune Emir Kusturica, lauréat du Lion d'or pour la meilleure œuvre primée en 1981 avec Te souviens-tu de Dolly Bell ? et Peter Greenaway qui présente l'année suivante Meurtre dans un jardin anglais, le film qui assure sa notoriété.
Le cinéma italien semble lui aussi sur le point d'affronter une « mutation générationnelle » : la Mostra propose des films de réalisateurs quasiment débutants comme Nanni Moretti, Gianni Amelio, Marco Tullio Giordana, Franco Piavoli, Paolo Benvenuti.
En 1983, la direction passe entre les mains de Gian Luigi Rondi qui ne s'écarte pas de la ligne de son prédécesseur. Il jette les bases d'une meilleure organisation de la Mostra, institutionnalisant les événements et donnant la place aux maîtres du cinéma passé et présent.
Le jury international est désormais composé uniquement de cinéastes, affirmant la volonté de Rondi de créer une « mostra degli autori, per gli autori » (un festival d'auteurs, pour les auteurs). Les membres en sont choisis parmi les réalisateurs qui ont émergé au cours de la décennie mythique des années 1960, le premier d'entre eux étant Bernardo Bertolucci. Jean-Luc Godard avec Prénom Carmen, puis en 1984 Krzysztof Zanussi avec L'Année du soleil calme, en 1985 Agnès Varda avec Sans toit ni loi, en 1986 Éric Rohmer avec Le Rayon vert sont parmi les lauréats.
Venise accueille durant ces années beaucoup d'autres grands films, non primés ou simplement hors concours comme Zelig de Woody Allen, E la nave va de Federico Fellini, Heimat d'Edgar Reitz, le cyberpunk Blade Runner de Ridley Scott, daté de 1983 et le mafia-movie Il était une fois en Amérique de Sergio Leone (1984).
En 1984 naît la Semaine internationale de la critique, initiative spontanée, gérée par le Syndicat national des critiques cinématographiques italiens et exclusivement consacrée aux premières et secondes œuvres.
L'écrivain et critique de films du quotidien romain Il Messaggero, Guglielmo Biraghi, déjà directeur du Festival de Taormina devient en 1987 le 14e directeur de la Mostra. Tout au long des cinq éditions qui vont suivre, Biraghi se donne pour mission la recherche incessante d'auteurs nouveaux et d'œuvres originales, qui témoignent de sa passion pour les voyages et les cultures différentes. La première édition qu'il dirige présente en compétition un film indien, libanais, suisse, norvégien, coréen et turc.
En 1987, le prix Elvira Notari est décerné par le collectif féministe Le Nemesiache dirigé par Lina Mangiacapre. Il récompense un film dont les protagonistes sont actrices de leur histoire et se projettent dans l'avenir. 
La « prima volta » (la « première ») la plus remarquée intervient dans l'édition de 1989 où Biraghi presente Le Message des îles de Ruy Duarte de Carvalho, premier film cap-verdien présenté dans un festival international.
La nouvelle formule, caractérisée par un programme souple et un rythme enlevé, séduit également les festivaliers qui avaient soutenu la candidature de Biraghi et le grand public. La première manifestation qui se déroule sous sa direction récompense un vétéran, Louis Malle, pour Au revoir les enfants, à côté duquel on trouve en « nuove scoperte » de nouveaux espoirs tels que les réalisateurs Carlo Mazzacurati et David Mamet, à côté de réalisateurs confirmés, dont les films sont présentés hors concours, comme Les Intouchables de Brian De Palma ou Gens de Dublin de John Huston.
En 1988 la Mostra s'enrichit de deux importantes manifestations nouvelles, « Horizons » et « Nuits », ainsi que des « Événements spéciaux ». C'est dans ce cadre que se déroule la projection de La Dernière Tentation du Christ, l'un des films les plus controversés de Martin Scorsese. Basé sur les évangiles apocryphes, le film fait scandale dans les milieux religieux, surtout aux États-Unis et en Italie, bien avant son apparition à Venise. Le film est projeté normalement, mais dans un Palais du cinéma surveillé comme un bunker et la conférence de presse au cours de laquelle le réalisateur expose sa problématique est bondée mais se déroule sans désordre.
Ce ne sont pas là les seules qualités de cette édition de 1988, qui a aussi le mérite de découvrir le talent de l'espagnol Pedro Almodóvar et de présenter au monde l'un des plus grands succès comiques de l'histoire, Un poisson nommé Wanda de Charles Crichton, mais aussi Qui veut la peau de Roger Rabbit, splendide mix d'interprétation et d'animation signé Robert Zemeckis. Le Lion d'or est remporté par La Légende du saint buveur d'Ermanno Olmi.
1989 voit le triomphe de Krzysztof Kieslowski et de son Décalogue : projetés au rythme d'un par jour, les films monopolisent l'intérêt de la presse, italienne et étrangère, comme du public. À côté de Kieslowski, Nanni Moretti apparaît aussi sous les feux des projecteurs, avec la très controversée Palombella rossa, exclue de la compétition officielle, mais présentée dans le cadre de la semaine de la critique où elle recueille des avis plutôt positifs, même si les critiques ne manquent pas.
Le troisième chapitre de la saga des Indiana Jones, Indiana Jones et la Dernière Croisade, toujours signé Steven Spielberg, recueille un grand succès, dû notamment au talent des deux acteurs principaux, Harrison Ford et Sean Connery.
Le premier prix de l'année 1989 revient au film taïwanais La Cité des douleurs de Hou Hsiao-hsien, mettant pour la première fois l'éclairage sur un cinéma asiatique encore méconnu mais destiné à connaître une véritable explosion lors de la décennie suivante, grâce justement aux nombreux prix remportés lors du festival.

### Les années 1990
Dès le début des années 1990, l'attribution du Lion d'or 1990 à Rosencrantz et Guildenstern sont morts de Tom Stoppard suscite de nouvelles polémiques. Le jury, présidé par Gore Vidal, le préfère au talent visionnaire de la débutante Jane Campion. Les âpres discussions, tant dans le public que parmi les festivaliers, rappellent la contestation dans les années 1950 lorsque le jury avait à deux reprises ignoré les films de Luchino Visconti.
L'année suivante, un film surprend tout le monde : Épouses et Concubines du chinois Zhang Yimou, mais de nouveau ce n'est pas le film qui reçoit l'accueil public et critique le plus chaleureux qui obtient le Lion d'or, mais Urga, de Nikita Mikhalkov.
Les dernières éditions du festival orchestrées par Guglielmo Biraghi se caractérisent par la richesse d'une sélection qui va révéler de nombreux jeunes réalisateurs américains, notamment Spike Lee et Gus Van Sant. À côté des jeunes espoirs, le festival présente toujours des vétérans confirmés tels que Martin Scorsese, présent en 1990 avec Les Affranchis et Jean-Luc Godard, sélectionné l'année suivante pour Allemagne année 90 neuf zéro.
Le metteur en scène italien Gillo Pontecorvo est nommé éditeur de la Mostra en 1992, avant de devenir son directeur en 1996. Il va immédiatement marquer l'organisation du festival de sa personnalité et définir une politique claire, avec trois priorités : d'abord faire de la cité lacustre la capitale des cinéastes ; ensuite faire revenir sur le Lido de Venise les grands réalisateurs et les stars du cinéma en personne ; et enfin dynamiser la zone du Palais du cinéma de Venise en rajeunissant la programmation.
Grâce à une longue et remarquable série d'innovations et de manifestations, la Mostra semble retrouver une nouvelle vie. Au cours de son mandat, Gillo Pontecorvo réussit à mener sa « mission » à terme. Venise accueille de nombreux congrès dont les Assises des auteurs (1993) ; l'UMAC (Union mondiale des auteurs de cinéma), née de la fusion de l'AAIC et de l'ANAC, voit le jour.
Le festival « Notte » accueille des films à grand spectacle de référence et le Lido reçoit à nouveau des gloires hollywoodiennes comme Jack Nicholson, Harrison Ford, Bruce Willis, Kevin Costner, Mel Gibson, Nicole Kidman, Tom Hanks et Denzel Washington. Aux interprètes des films en compétition, s'ajoutent les lauréats du prestigieux Lion d'or pour la carrière : Dustin Hoffman, Al Pacino, Robert De Niro, Francis Ford Coppola, qui, en 1992, reçoit le prix en même temps que « l'idole locale » Paolo Villaggio, premier acteur comique à remporter une telle distinction.
La zone du Lido retrouve une nouvelle vie en accueillant des événements et des concerts de rock sur le piazzale face au Casino et, grâce à une nouvelle initiative, « CinemAvvenire », Pontecorvo amène les jeunes à vivre le festival en tant qu'acteurs de la manifestation en instituant le premier jury des jeunes, lequel attribue le prestigieux prix Anica-Flash à la meilleure première œuvre. Son président, Rosario Pipolo (aujourd'hui journaliste), est un étudiant de la faculté de langues de l'université Federico II de Naples qui réalise des courts-métrages.
Nombreux sont les jeunes talents révélés durant cette période : les italiens Mario Martone, Aurelio Grimaldi, Carlo Carlei et Paolo Virzì, les néozélandais Peter Jackson, peu connu avant son exploit de la trilogie du Seigneur des anneaux, Sally Potter, Neil Jordan, Julian Schnabel, auteur de Basquiat, film biographique sur la vie du peintre américain Jean-Michel Basquiat.
Les années suivantes voient revenir sur le Lido de grands cinéastes comme Robert Altman (Short Cuts, Lion d'or 1993), Abel Ferrara, Rolf De Heer, Michael Radford et son Facteur (avec Massimo Troisi), Milcho Manchevski (Before the Rain, Lion d'or 1994), Lee Tamahori, Kathryn Bigelow, Gregg Araki et encore une fois Jane Campion.
Le cinéma oriental est reconnu à la hauteur de son mérite et s'impose sur le marché mondial. Qiu Ju, une femme chinoise du chinois Zhang Yimou est Lion d'or 1992. Vive l'amour de Tsai Ming-liang reçoit le prix en 1994 (ex æquo avec Altman) et Cyclo de Trần Anh Hùng en 1995.
Parmi les auteurs d'outre-atlantique, se distinguent de jeunes espoirs comme Roger Avary (Killing Zoe, 1994, produit par Quentin Tarantino), James Gray, Henry Selick (avec le long-métrage d'animation L'Étrange Noël de Monsieur Jack, imaginé et produits par Tim Burton, 1995), Doug Liman, les frères Andy et Larry Wachowski, James Mangold, Guillermo del Toro et Bryan Singer.
Parmi les innombrables innovations de cette période, le festival « Finestra sulle immagini » (Fenêtre sur images) est une sorte de laboratoire du court, du moyen et du long-métrage, placé sous le signe de l'avant-garde et de l'expérimentation. En 1996 est présenté au public dans le cadre de ce projet l'anime Ghost in the Shell de Mamoru Oshii, véritable chef-d'œuvre révolutionnaire de l'animation nippone, destiné à devenir un film-culte.
En 1995, la Mostra célèbre le retour derrière la caméra du réalisateur italien Michelangelo Antonioni avec Par-delà les nuages, dirigé en collaboration avec l'allemand Wim Wenders.
Après la période Pontecorvo, la Mostra passe entre les mains de Felice Laudadio et la première compétition organisée par le nouveau directeur révèle au niveau international le cinéma de Takeshi Kitano, le réalisateur japonais qui remporte le Lion d'or 1997 avec Hana-bi.
Ils riaient ainsi de Gianni Amelio est, en 1998, le neuvième Lion d'or gagné par un film italien. Le cinéma de la péninsule se distingue en outre grâce à Roberta Torre, Giuseppe M. Gaudino et Alessandro d'Alatri.
En 1998, la RAI et l'agence romaine pour le Jubilée produisent le film Eterne le strade di Roma attraverso i deserti (Les Routes éternelles de Rome à travers les déserts) de Filippo Porcelli. Le film, entièrement réalisé avec du matériel de répertoire, est présenté dans la section « Perspectives » et projeté pendant toute l'année 2000 dans les centres d'accueil pour pèlerins à Rome.
À la même époque, la Mostra lance des mesures pour renforcer et développer les infrastructures : est notamment réalisée une structure suspendue, le PalaLido (à partir de 1999 PalaBNL), pour accueillir un public toujours plus nombreux et augmenter le nombre d'écrans disponibles.

### Les années 2000
Au début des années 2000, la direction se concentre sur un important renforcement des infrastructures, en adjoignant aux palais historiques de nouvelles et vastes structures, réhabilitées ou créées spécialement pour le festival, en améliorant les liaisons entre les différentes zones et en portant la superficie totale à disposition de la manifestation à plus de 11 000 m2.
De 1999 à 2001 le responsable du festival est Alberto Barbera. En 2001 est créée la manifestation, également compétitive, Cinema del Presente. Parallèlement au Lion d'or apparaît donc un nouveau prix, le Lion de l'Année, visant à donner plus d'importance et une plus grande visibilité à des premières œuvres et à des films plus marginaux ; le prix récompense des œuvres qui s'adressent à un public de niche, intéressé par les pratiques innovantes et l'audace créative, témoignant de l'engagement durable du festival en faveur de l'expérimentation.
La Mostra continue à être une vitrine efficace pour les nouveaux talents qui désirent se faire connaître au niveau international. S'inscrivent par exemple dans ce contexte les noms de Spike Jonze avec Dans la peau de John Malkovich, David Fincher avec Fight Club, Kimberly Peirce avec Boys Don't Cry et Harmony Korine avec Julien Donkey-Boy en 1999, Christopher Nolan avec Memento et Tarsem Singh avec The Cell l'année suivante, Alejandro Amenábar avec Les Autres, Antoine Fuqua avec Training Day et Albert et Allen Hughes avec From Hell en 2001.
L'événement des dernières années est sans doute la première posthume, le 13 septembre 1999, de la dernière œuvre de Stanley Kubrick, Eyes Wide Shut, qui ramène sur le Lido de Venise une foule immense de spectateurs, grâce à la présence exceptionnelle des deux acteurs principaux, Nicole Kidman et Tom Cruise.
L'année suivante, l'événement le plus important est sûrement l'avant-première du film-documentaire de Martin Scorsese sur le cinéma italien, Mon voyage en Italie.
Quelques jeunes réalisateurs italiens sortent de l'obscurité, comme Matteo Garrone avec  L'Étrange monsieur Peppino, mais la majorité des Lions d'or attribués au cours de ces années le sont à des œuvres provenant des écoles de cinéma orientales : Pas un de moins du maître chinois Zhang Yimou, Le Cercle de Jafar Panahi et enfin Le Mariage des moussons de Mira Nair.
En 2002, le festival est organisé un peu à la hâte, en quelques mois à peine, sous la direction cette fois de Moritz de Hadeln. La manifestation réussit malgré tout à proposer un programme d'un grand intérêt, regard complet sur le panorama cinématographique d'aujourd'hui, offrant une fois encore un mélange réussi d'auteurs confirmés et de jeunes talents.
De nouveau, le cinéma asiatique crée la surprise au festival ; il est remarquablement représenté par le metteur en scène japonais Takeshi Kitano, déjà vainqueur en 1997 avec Hana-bi, qui présente cette fois une œuvre de réflexion poétique, légèrement différente de ses réalisations habituelles, Dolls, et par le débutant Lee Chang-dong, l'auteur d' Oasis, premier représentant du cinéma coréen ; la Corée possède une industrie cinématographique en pleine expansion qui s'avère l'une des plus intéressantes de la scène internationale.
11'09"01 est le film collectif présenté comme événement spécial en 2002 ; l'œuvre se présente comme un hommage aux victimes des attentats du 11 septembre et une invitation à se souvenir de cette tragédie. Le film, divisé en onze épisodes tournés par Youssef Chahine, Amos Gitai, Alejandro González Iñárritu, Shohei Imamura, Claude Lelouch, Ken Loach, Samira Makhmalbaf, Mira Nair, Idrissa Ouedraogo, Sean Penn, Danis Tanovic, attire autant l'attention des médias que le lauréat du Lion d'or, The Magdalene Sisters de Peter Mullan.
En 2002, le Prix Evira Notari devient le Prix Lina Mangiacapre.
La 60° édition de la Mostra est inaugurée par la projection du nouveau film de Woody Allen, grand amoureux de la cité lagunaire, dont c'est la première apparition sur le Lido de Venise pour l'avant-première d'Anything Else.
Les organisateurs misent de nouveau sur la présence massive de stars hollywoodiennes, obtenant la participation de vedettes du calibre de George Clooney et Catherine Zeta-Jones, en Italie pour présenter la dernière œuvre des frères Joel et Ethan Coen, Intolérable Cruauté, Sean Penn, prix du meilleur acteur avec la Coupe Volpi, et Naomi Watts pour 21 Grammes d'Alejandro González Iñárritu, Anthony Hopkins, acteur principal de  La Couleur du mensonge de Robert Benton, Salma Hayek et Johnny Depp avec Il était une fois au Mexique... Desperado 2 de Robert Rodriguez, Bill Murray avec Lost in Translation de Sofia Coppola, Tim Robbins, interprète de Code 46, et enfin Nicolas Cage, vedette du dernier film de Ridley Scott, Les Associés.
De nouvelles polémiques agitent la Mostra autour des films en compétition : le Lion d'or est remporté par Le Retour, du débutant russe Andreï Zviaguintsev, distinction à laquelle s'ajoute un Lion du futur, prix de la meilleure première œuvre. À l'origine de la polémique figure Marco Bellocchio, auteur de Buongiorno, Notte, film sur la séquestration d'Aldo Moro, ignoré par le jury. Au-delà de la désillusion personnelle, Bellochio dénonce un parti-pris de ne pas récompenser un cinéma italien à la recherche d'un second souffle (le dernier Lion d'or, à Gianni Amelio, remonte à 1998) et de lui préférer des œuvres étrangères. La critique et le public prennent position pour le réalisateur italien, réclamant au moins un prix ex æquo ; les films italiens en compétition recueillent toutefois un succès important à travers la dernière œuvre de Bernardo Bertolucci, Innocents: The Dreamers (The Dreamers).
La sélection des films s'ouvre encore largement au cinéma international, de l'Europe à l'Asie, sans oublier l'espace méditerranéen, lieu de rencontres et d'échanges culturels depuis des millénaires. Takeshi Kitano remporte, après son succès de 1997, une nouvelle statuette avec le prix spécial de la mise en scène. Sont également lauréats Amos Gitai, Randa Chahal Sabbag, Jacques Doillon et Tsai Ming-liang.
Hors concours, le film Monsieur Ibrahim et les fleurs du Coran, est associé au Lion d'or pour la carrière attribué à Omar Sharif, ainsi qu'au producteur Dino De Laurentiis, une des figures les plus importantes du cinéma italien.
La section Controcorrente, grande nouveauté de l'édition 2002, présente des films d'une particulière vitalité et d'une grande originalité, comme les œuvres d'Hiner Saleem, (Vodka Lemon, vainqueur du prix San Marco), Sofia Coppola, (Lost in Translation couronné ensuite d'un Oscar pour le meilleur scénario original), John Sayles, (Casa de los babys), Michael Schorr, (Schultze Gets the Blues), les deux réalisateurs danois Lars von Trier et Jørgen Leth, (associés pour The Five Obstructions), et enfin les jeunes réalisateurs siciliens Daniele Ciprì et Franco Maresco (Le Retour de Cagliostro).
À partir de 2004, la direction passe à Marco Müller, grand amateur et connaisseur du cinéma asiatique qui acquiert ainsi une plus grande visibilité au sein du festival. Parmi les nouveautés, la section Cinema Digitale est consacrée aux nouvelles technologies du numérique. En 2004 et en 2005 deux rétrospectives sont consacrées à l' Histoire secrète du cinéma italien, projet formé pour remettre en valeur les films des années 1960 et années 1970 (la première partie, en 2004, est intitulée Italian Kings of the B's). En 2005, la rétrospective est consacrée à l'Histoire secrète du cinéma asiatique.
L'édition 2004 récompense les réalisateurs Manoel de Oliveira et Stanley Donen du Lion d'or pour la carrière, tandis que le Lion d'or pour le meilleur film va à Vera Drake de Mike Leigh. En 2005, le prix pour l'ensemble de la carrière est attribué au maître du cinéma d'animation japonais Hayao Miyazaki et à l'actrice italienne Stefania Sandrelli, pendant que le prix de meilleur film va au Secret de Brokeback Mountain d'Ang Lee.
Pour la première fois depuis l'après-guerre, l'édition 2006 ne présente en compétition que des œuvres en avant-première mondiale. L'actrice italienne Isabella Ferrari est la marraine du festival. Le Lion d'or pour la carrière est remis au réalisateur américain David Lynch. De violentes critiques sont adressées au jury, présidé par Catherine Deneuve, condamnant le choix du film lauréat : la majeure partie de la critique, de la presse spécialisée et du public qui assiste à la projection donne pour vainqueur Nuovomondo, d'Emanuele Crialese, mais le Lion d'or est attribué à Still Life, de Jia Zhangke, film passé quasiment inaperçu parce qu'intégré à la compétition in extremis et présenté comme « film surprise ». Un Lion d'argent (Révélation 2006) est toutefois décerné au film de Crialese.

### Les années 2010
Concurrencée par le Festival de Cannes qui attire bon nombre d'auteurs, la Mostra se place dans un créneau automnal, en parallèle avec le Festival de Toronto, de Telluride et de New York, à la recherche d'exclusivités ou de premières. Le créneau est essentiel, c'est le début de la « saison des récompenses », qui se termine six mois après avec les Oscars. Le festival impose ces dernières années des films distingués ensuite. Mais la Mostra reste souvent critiquée pour ses sélections, les palmarès et le cinéma local en particulier,,,,. Et depuis l'édition 2018, le festival fit le choix de sélectionner des films Netflix ou sortant directement en streaming, ce que ne fait pas Cannes par solidarité avec les exploitants de salle.
Durant l'édition 2019, la direction du festival signe la Charte pour la parité et la diversité dans les festivals de cinéma portée par le Collectif 50/50. Le festival italien s'engage ainsi à fournir des statistiques genrées, en particulier sur le nombre de films soumis à sélection, de publier la liste des membres des comités de sélection et programmateurs et enfin de s'engager sur un calendrier de transformation des instances dirigeantes pour parvenir à la parfaite parité.

### Les années 2020

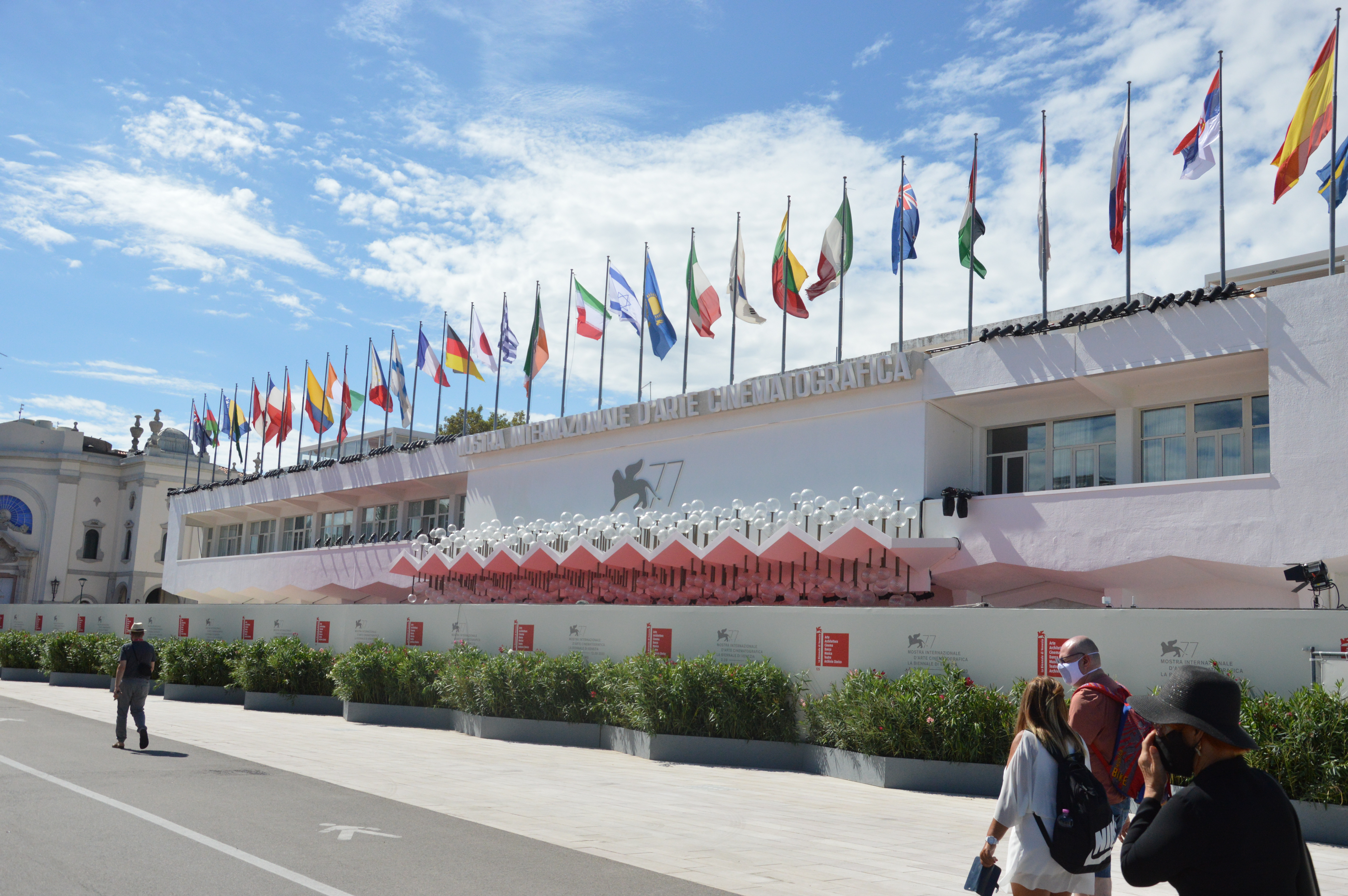
Mostra de Venise 2020.

En 2020, le festival s'est tenu du 2 au 12 septembre dans un format plus restreint afin de respecter les mesures de sécurité face à la pandémie de la Covid-19.

## Programme
Sélection officielle :
- En compétition (In concorso)
- Hors compétition (Fuori concorso)
- Horizons (Orizzonti)
- Venise Classiques (Venezia Classici)
- Biennale College - Cinema
- Final Cut in Venice

Sélections parallèles :
- Semaine internationale de la critique (Settimana Internazionale della Critica)
- Journée des auteurs (Giornate degli Autori)

## Prix décernés
En gras sont indiquées les catégories actuellement décernées.

### Sélection officielle
- Lion d'or (Leone d'Oro) – depuis 1949
- Lion d'argent (Leone d'Argento)
  - Grand prix du jury (Leone d'Argento Gran premio della giuria) – depuis 1951
- Coupe Volpi (Coppa Volpi)
  - Coupe Volpi pour la meilleure interprétation masculine (Coppa Volpi per la miglior interpretazione maschile) – depuis 1934
  - Coupe Volpi pour la meilleure interprétation féminine (Coppa Volpi per la miglior interpretazione femminile) – depuis 1934
- Osella d'or (Osella d'Oro) – 1987-2012
- Prix du meilleur scénario (Premio per la migliore sceneggiatura) – depuis 2012
- Prix Marcello-Mastroianni du meilleur espoir (Premio Marcello Mastroianni) – depuis 1998
- Queer Lion (Leone Queer) – depuis 2007

### Prix spéciaux
- Lion d'or pour la carrière (Leone d'Oro alla carriera) – depuis 1969
- Prix Robert-Bresson (Premio Robert Bresson) – depuis 2000
- Prix Cartier Glory to the Filmmaker (Premio Jaeger-LeCoultre Glory to the Filmmaker) – depuis 2006
- Prix des Journées des Auteurs
- Prix San Marco (Premio San Marco) – 2002-2003
- Coupe Mussolini (Coppa Mussolini) – 1934-1942
- Souris d'or (Mouse d'Oro) : jury international de la critique en ligne[20] - depuis 2009
- Prix Enfants et Cinéma - Mention Spéciale (Children and Cinema Award - Special Mention)

### Sélection parallèle
- Prix de la Journée des Auteurs (Giornate degli Autori)
- Prix Horizons (Premio Orizzonti) – depuis
- Prix Luigi De Laurentiis pour la meilleure première œuvre (Premio Venezia Opera prima Luigi De Laurentiis) – depuis 1999
- Prix FIPRESCI (Premio FIPRESCI) – depuis 1948
- Label Europa Cinemas (depuis 2004)